# Страндкуіст (Міннесота)
Страндкуіст (англ. Strandquist) — місто (англ. city) в США, в окрузі Маршалл штату Міннесота. Населення — 70 осіб (2020).

## Географія
Страндкуіст розташований за координатами 48°29′22″ пн. ш. 96°26′52″ зх. д. / 48.48944° пн. ш. 96.44778° зх. д. (48.489342, -96.447827).  За даними Бюро перепису населення США в 2010 році місто мало площу 0,68 км², уся площа — суходіл.

## Демографія
Згідно з переписом 2010 року, у місті мешкало 69 осіб у 32 домогосподарствах у складі 16 родин. Густота населення становила 101 особа/км².  Було 47 помешкань (69/км²).
Расовий склад населення:
| - 95,7 % — білих - 1,4 % — корінних американців - 2,9 % — осіб інших рас |

До двох чи більше рас належало 0,0 %. Частка іспаномовних становила 4,3 % від усіх жителів.
За віковим діапазоном населення розподілялося таким чином: 24,6 % — особи молодші 18 років, 62,4 % — особи у віці 18—64 років, 13,0 % — особи у віці 65 років та старші. Медіана віку мешканця становила 45,2 року. На 100 осіб жіночої статі у місті припадало 130,0 чоловіків;  на 100 жінок у віці від 18 років та старших — 126,1 чоловіків також старших 18 років.
Середній дохід на одне домашнє господарство  становив 41 236 доларів США (медіана — 32 500), а середній дохід на одну сім'ю — 57 775 доларів (медіана — 65 833). Медіана доходів становила 31 250 доларів для чоловіків та 21 875 доларів для жінок. За межею бідності перебувало 15,6 % осіб, у тому числі 9,1 % дітей у віці до 18 років та 28,6 % осіб у віці 65 років та старших.
Цивільне працевлаштоване населення становило 45 осіб. Основні галузі зайнятості: освіта, охорона здоров'я та соціальна допомога — 33,3 %, виробництво — 31,1 %, мистецтво, розваги та відпочинок — 13,3 %, будівництво — 6,7 %.